# 聖誕角
72°20′S 60°41′W / 72.333°S 60.683°W
聖誕角（英語：Cape Christmas）是南極洲的海岬，位於帕爾默地東岸，是伍斯特角入口處的北部，海拔高度320米，在1940年由美國研究隊發現和拍攝空中照片，現時由南極條約體系管理。